# Pachir wa Agam (distrikt)
Pachir wa Agam är ett distrikt i Afghanistan. Det ligger i provinsen Nangarhar, i den östra delen av landet, 110 kilometer öster om huvudstaden Kabul. Administrativ huvudort är Pachir wa Agam.
Distriktet beräknades år 2022 ha cirka 50 000 invånare.